# أرت فولي
أرت فولي (بالإنجليزية: Art Foley)‏ هو لاعب قذف أيرلندي، ولد في 14 ديسمبر 1928 في إنيسكورثي ‏ في جمهورية أيرلندا.